# Кампо, Владимир Михайлович
Владимир Михайлович Кампо (16 сентября 1948, Мукачево, Закарпатская область) — украинский юрист, судья Конституционного Суда Украины.

## Биография
Родился в семье рабочего.
Трудовую деятельность начал в 1965 году работником торговли.
В 1967 году поступил на юридический факультет Львовского государственного университета имени И. Франко.
С 1972 года по 1975 год — аспирант Львовского государственного университета имени И. Франко и МГУ им. М. Ломоносова.
В 1975—1992 годах работал ассистентом, доцентом, заведующим кафедрой юридического факультета Львовского государственного университета имени И. Франко.
В 1992 году указом Президента был назначен министром юстиции, но из-за нарушения процедуры назначения действие указа было приостановлено .
В 1992—1995 годах занимал должности первого заместителя Председателя коллегии по вопросам правовой политики Государственной думы Украины, помощника, заместителя Министра культуры Украины, заместителя председателя Союза юристов Украины, заместителя заведующего секретариата Комиссии Верховной Рады Украины по вопросам правовой политики и судебно-правовой реформы.
В 1996—2006 годах — заведующий кафедрами правоведческих дисциплин Киевского государственного института культуры, Украинского центра юридических исследований при Киевском национальном университете имени Т. Шевченко и Академии муниципального управления.
В ноябре 2005 года Президентом Украины назначен судьей Конституционного Суда Украины. Присягу составил 4 августа 2006 года.
Кандидат юридических наук, доцент.
Специалист в области конституционного, административного, муниципального и предпринимательского права. Автор более 300 публикаций, в том числе четырех монографий (в соавторстве и отдельные разделы), более 20 учебных пособий и брошюр. Участвовал в подготовке проектов Конституции Украины (1992—93 гг.) и около 50 законопроектов.
Указом Президента Украины от 22.06.2007 года присвоено почетное звание Заслуженный юрист Украины.
Указом Президента Украины от 15.09.2008 года награждён орденом «За заслуги» III степени.